# Осот прибережний
Осот прибережний (Cirsium rivulare) — вид рослин з родини айстрових (Asteraceae), поширений у Європі.

## Опис
Багаторічна трав'яниста рослина 60–120 см заввишки. Стебло тільки під кошиками білувато-повстяне, облиствене в нижній частині. Листки з обох сторін зелені. Прикореневі та нижні стеблові листки з короткими черешками, перисторозсічені, в контурі еліптичні, 1.5–4.5 см завдовжки, з ланцетними лопатями, закінчуються тонкою колючкою; середні стеблові листки сидячі, при основі стеблообгортні. Кошики прямостоячі, 20–30 мм завдовжки; зовнішні й середні листочки обгортки на кільовій жилці залозисто-клейкі. Квітки червоні, до 19 мм завдовжки.

## Поширення
Поширений у Європі.
В Україні вид зростає на вологих луках, і болотах — в Карпатах, Розточчі-Опіллі, на Поліссі й півночі Лісостепу.

## Галерея

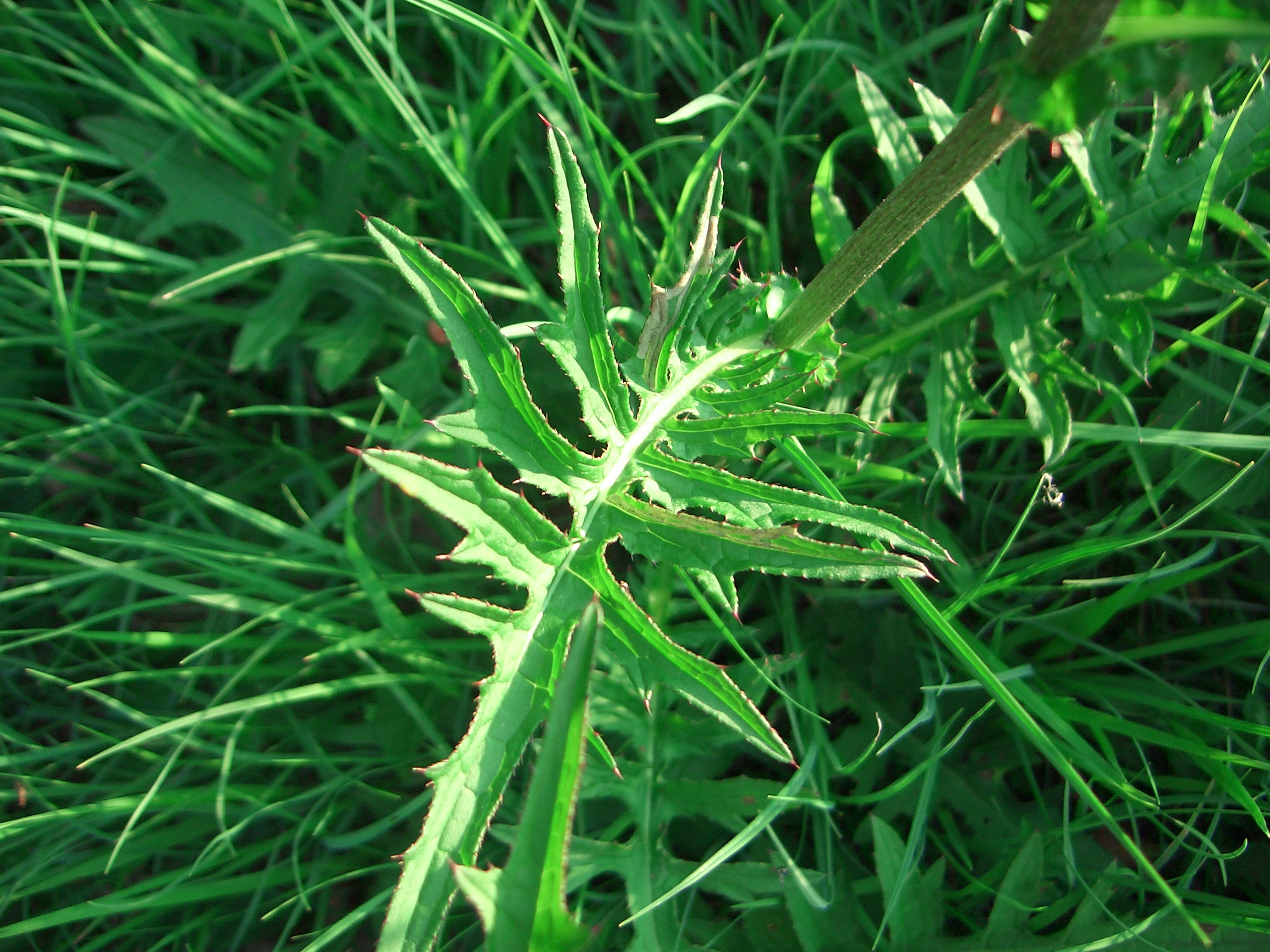
листок
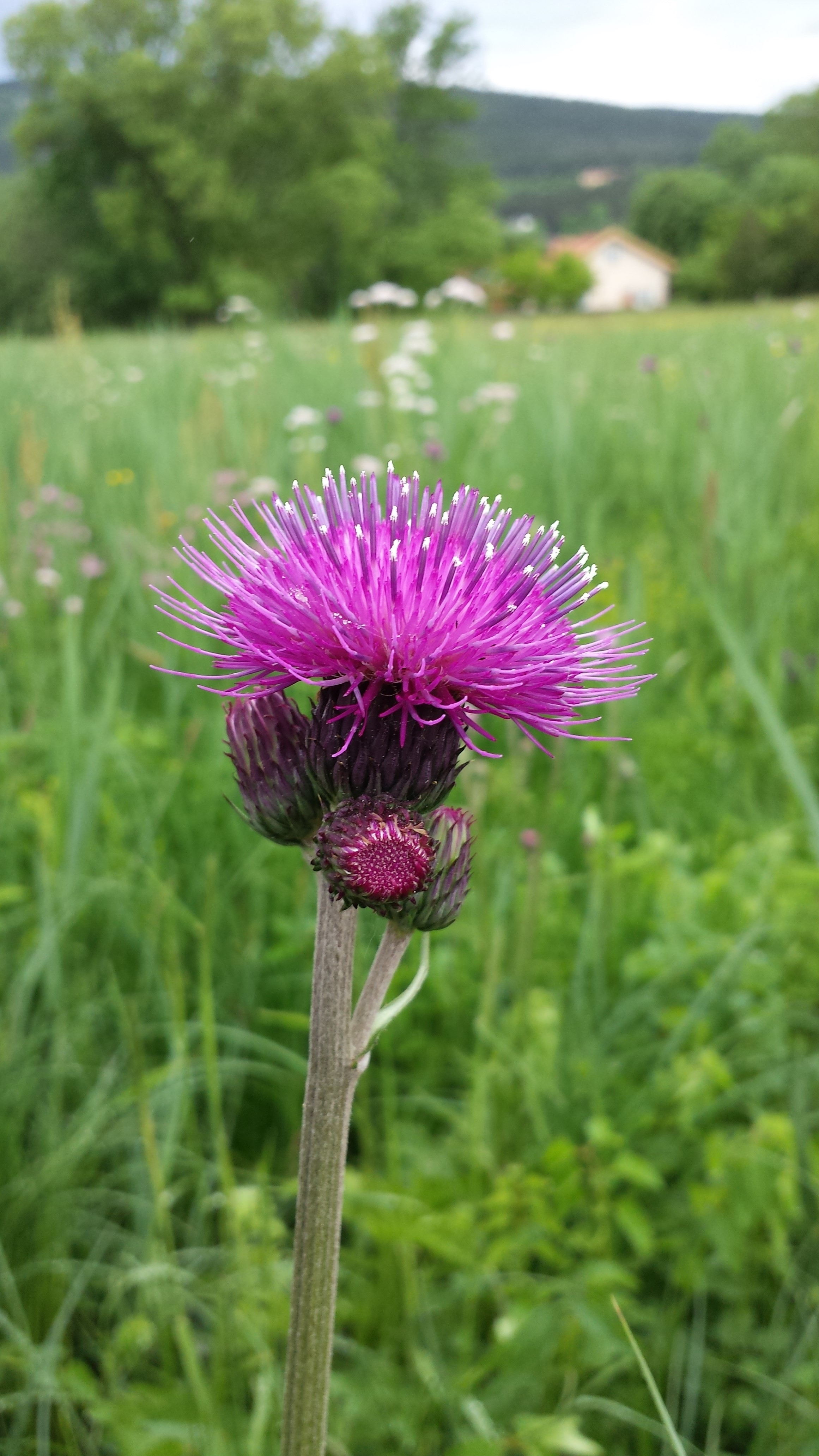
квіткові кошики
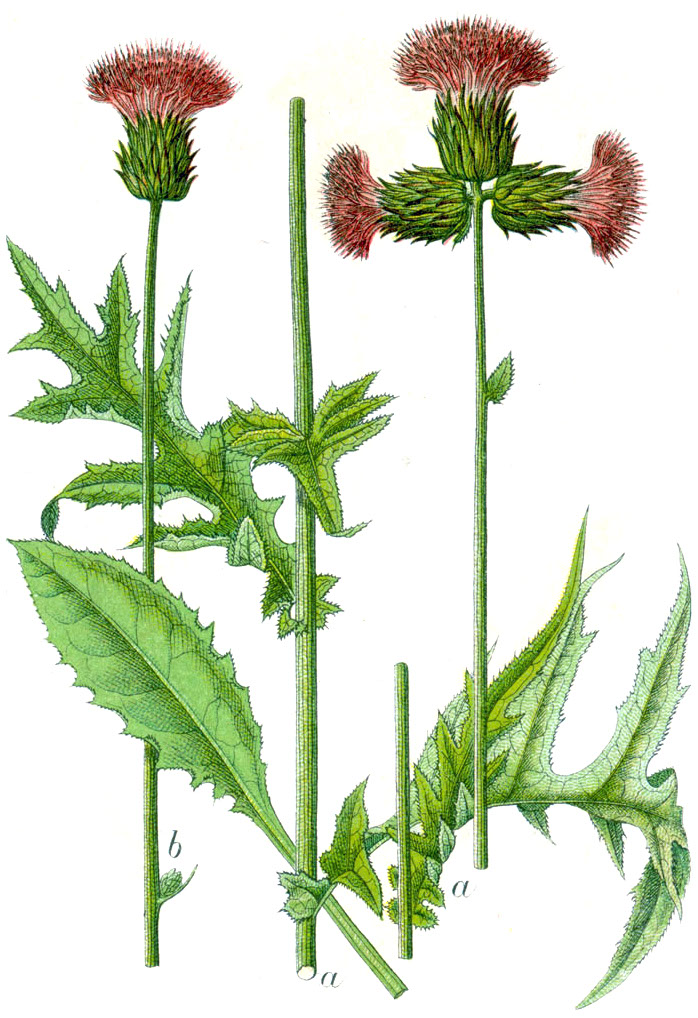
ілюстрація